# Prošek

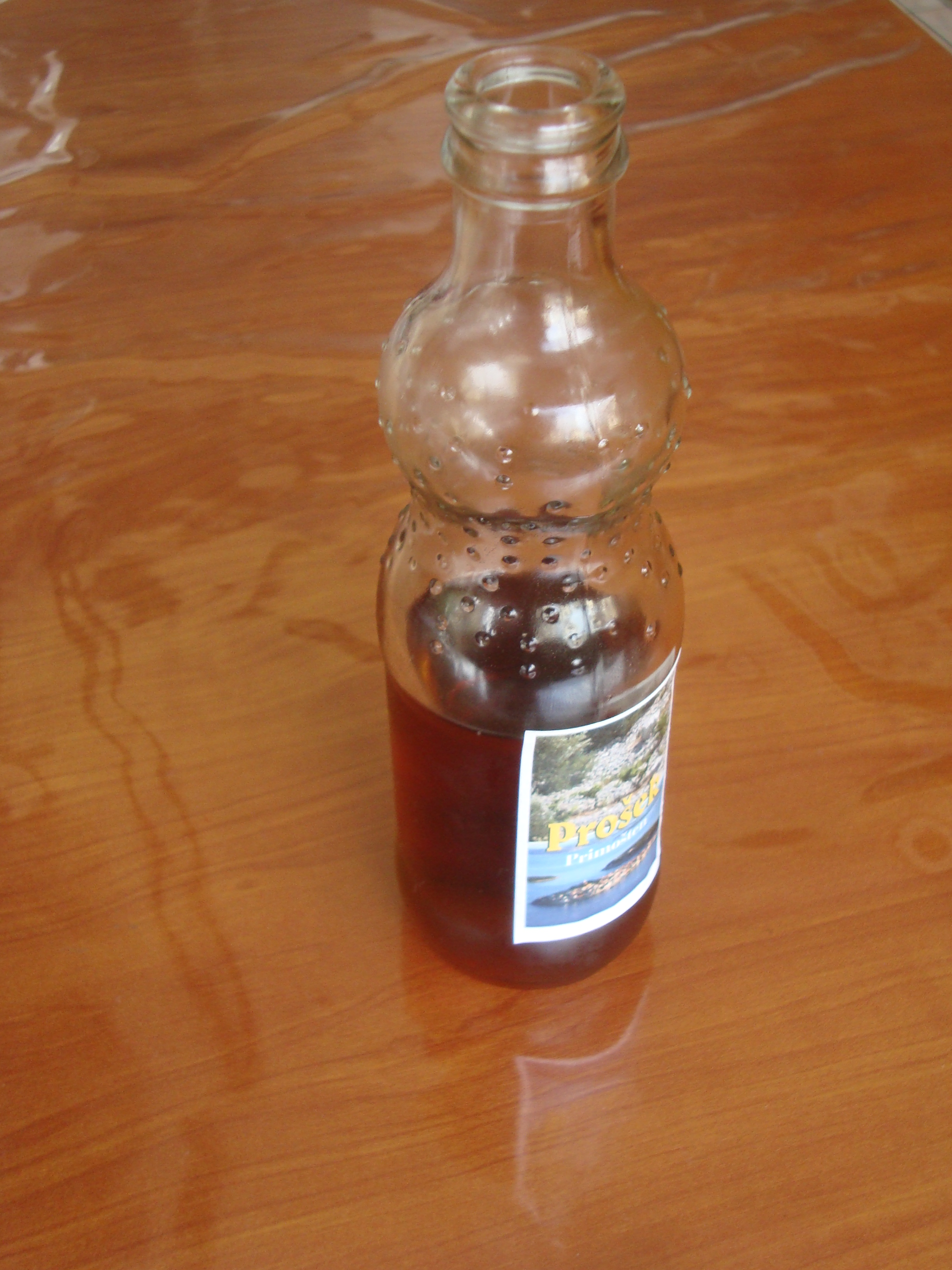
Botella de Prošek.

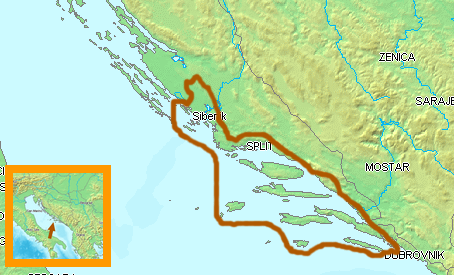
Zona de producción del Prošek.

El Prošek es un vino de postre que se produce tradicionalmente en Dalmacia, a partir de uvas secas o mosto hervido, que tiene un color ambarino. Como se ha dicho anteriormente, suele servirse de postre, usualmente con una rodaja de limón, aunque también puede tomarse a modo de aperitivo. Tiene de 15 a 17 grados.
El Prošek de buena calidad suele ser mucho más caro que otros vinos, debido a que es necesario una cantidad de uvas siete veces mayor para elaborar la misma cantidad de vino Prošek que para hacerlo de un vino clásico. El Prošek suele confundirse con el vino italiano Prosecco, que es un vino espumoso italiano.